# William Thomas Pipes
Pour les articles homonymes, voir Pipes.
William Thomas Pipes (né le 15 avril 1850, décédé le 7 octobre 1909) était un homme politique canadien qui fut premier ministre de la province de Nouvelle-Écosse.